# Originalos
Originalos ist eine Comedy-Zeichentrick-Serie von Søren Tomas und Karsten Mungo Madsen, produziert in den Jahren 2010 bis 2014 und einem Spezial 2020 in Dänemark.

## Handlung
Die Serie aus 26 Folgen zu je knapp 3 Minuten zeigt auf humorvolle, teils sarkastisch-ironische Weise die Anfänge der Moderne.
Jedes Episoden-Intro beginnt damit, dass der Protagonist versucht, mithilfe von Feuersteinen seinen Holzhaufen zu entzünden. Dies scheitert jedoch gnadenlos, sodass der Protagonist auf technische Hilfsmittel unserer Neuzeit zurückgreift, die in den meisten Fällen aber noch erfunden werden müssen.
Die jeweilige Folge selbst beginnt mit der Erfindung eines bestimmten Objekts (jedoch nicht zwingend das Hilfsmittel zum Feuermachen) oder einer bestimmten Idee, die wir heute in unserem täglichen Leben verwenden. Zum Zeitpunkt seiner Erfindung muss es ein Meilenstein auf dem holprigen Weg der Entwicklung gewesen sein.